# Chuchuclumil
Chuchuclumil är en ort i Mexiko.   Den ligger i kommunen Salto de Agua och delstaten Chiapas, i den sydöstra delen av landet, 800 km öster om huvudstaden Mexico City. Chuchuclumil ligger 309 meter över havet och antalet invånare är 507.
Terrängen runt Chuchuclumil är varierad. Runt Chuchuclumil är det ganska tätbefolkat, med 60 invånare per kvadratkilometer. Närmaste större samhälle är El Limar, 13,3 km väster om Chuchuclumil. Trakten runt Chuchuclumil består till största delen av jordbruksmark.